# Eusyllis tubicola
Eusyllis tubicola är en ringmaskart som först beskrevs av Uschakov 1950.  Eusyllis tubicola ingår i släktet Eusyllis och familjen Syllidae.

## Underarter
Arten delas in i följande underarter:
- E. t. bilobata
- E. t. trilobata